# Відчуття часу
Відчуття часу (сприйняття часу) . Сприйняття людиною поточного часу (минулого, теперішнього і майбутнього) є частиною її світовідчуття, породжує певні ціннісні орієнтації, впливає на її поведінку. На рівні етносу відчуття часу підпорядковується закономірностям, що випливають із загальних законів етногенезу. На основі історичного матеріалу Л. М. Гумільов встановив, що в будь-якому етносі завжди переважає одна з чотирьох виділених їм відчуттів часу. Відчуття часу можуть бути описані в наступних якісних характеристиках:
1. Статичне (або циклічне) відчуття часу характерне для статичних етносів (персистентів). При статичному відчутті часу час фактично ігнорується як реальність і сприймається тільки у зв'язку з найпростішими природними циклами. Це відчуття часу цілком органічно для етнічного гомеостазу, де відсутній спрямований розвиток системи і панує періодичне повторення життєвих циклів, що виражається також у відсутності лінійного літочислення.
2. Пасеїзм[2]. Це відчуття часу характерне для молодих етнічних систем, що перебувають у стадії росту і становлення. Кожна прожита хвилина сприймається людиною як приріст до існуючого минулого, до справ його предків і попередників. Таким чином, минуле відчувається як реальність, яка, накопичуючись, просувається вперед. Люди з таким відчуттям часу відчувають себе частинками великої традиції і здатні на безкорисливу діяльність заради неї. Переважає цей тип у фазі підйому, зустрічаючись потім у всіх наступних фазах, виконуючи найбільш конструктивну роботу. Типові приклади пассеїстів: спартанець Леонід у  Термопілах, Роланд в Ронсельванській ущелині, руські воїни на  Куликовому полі.
3. Актуалізм — відчуття часу, при якому за реальність людина визнає тільки сьогодення, а за головну життєву цінність — власний стан (задоволення, слава, успіх і т. д.) у даний момент часу. Є частиною егоїстичного (хоча і позитивного) світовідчуття. Люди такого типу з'являються в акматичній фазі, коли на зміну безкорисливим, самовідданим борцям починають приходити честолюбці, які прагнуть до особистого успіху, подібні Гаю Марію і  Суллі (Рим), Людовику XIV (Франція), Івану Грозному (Росія). На зміну  подвижництву поступово приходить гедонізм, на зміну накопичення цінностей — їх розтрата. У наступних фазах це відчуття часу широко поширене і панує у фінальній фазі — обскурації.
4. Футуризм — відчуття часу, при якому людина вважає майбутнє єдино реальним, минуле — відійшло у небуття, а сьогодення розцінюється як переддень майбутнього. Футуризм — частина негативного світовідчуття, відчуття часу панівне в антисистемах. У них футуризм відбивається на утриманні ідеології, яка оголошує існуючий світ злом, минуле — «проклятим», а сьогодення — підмет повного виправлення ілюзією, від якої треба позбуватися. Реалізація цілей антисистеми (торжество «справедливості», позбавлення від «зла» і т. ін.) завжди віднесена до майбутнього. Таким чином, ідейні установки антисистеми відповідають психічному складу їх адептів. У здоровому етносі футуризм зустрічається рідко і сприймається оточуючими як дивацтво.

Всі описані типи відчуття часу рідко зустрічаються в чистому вигляді як на етнічному, так і на індивідуальному рівні. Точніше говорити про переважання одного з них.